# Municipio de Umán
El municipio de Umán es uno de los 106 municipios del estado mexicano de Yucatán. Su cabecera municipal es la localidad homónima de Umán.

## Toponimia
El nombre del municipio, Umán, significa en lengua maya "el paso de él". En sentido literal significaría "su paso".

## Colindancia
El municipio  de Umán limita con: al norte con  Ucú y Mérida, al oriente con Mérida y Abalá, al sur con Abalá y Kopomá y al poniente con Kopomá Chocholá, Samahil y Hunucmá.

## Datos históricos
Sobre la fundación de Umán «Su Paso», se sabe que existe desde antes de la conquista.
- 1825: Umán perteneció al Partido del Caminoo Real, que tenía su cabecera en Hunucmá.
- 1837: El pueblo de Bolón pasó a formar parte del municipio de Umán, habiendo pertenecido al partido de Hunucmá.
- 1840: El pueblo de Bolón pasó a formar parte del Municipio de Maxcaná.
- 1878: El 17 de agosto, según el censo Uman todavía pertenecía a Hunucma.
- 1881: El Congreso del Estado erigió en Villa la cabecera del municipio de Umán.

## Economía
Estuvo integrado a la economía de la zona henequenera de Yucatán por su extenso cultivo del henequén. A partir de la última década del siglo pasado, con la declinación de la industria henequenera, el municipio ha diversificado sus actividades económicas.
En la actualidad con la conurbación que ha sufrido el municipio con la ciudad de Mérida, su economía está íntimamente vinculada a la capital del estado. Se ha dado un proceso de industrialización importante que pone al sector secundario como la actividad principal del municipio. El turismo y el comercio ocupan también una posición significativa.

## Atractivos turísticos
- El exconvento de San Francisco de Asís, construido en el siglo XVIII.
- Las capillas de la virgen de Guadalupe, de la virgen de la Candelaria, de Mejorada, de San Marcos, la de la Santa Cruz y la de San Juan de Dios, construidas en el siglo XX.
- Las exhaciendas Yaxcopoil y Xtepén ambas reconstruidas con recursos privados que han contribuido a preservar el patrimonio cultural y arquitectónico de Yucatán.

- Arqueológicos:

En la cabecera municipal y en los lugares denominados Bolón, Hotzuc y Kizil hay vestigios arqueológicos mayas.
- Fiestas populares:

Del 13 al 15 de septiembre se celebran las fiestas en honor al santo Cristo del Amor, en las que se realizan gremios, procesiones y vaquerías.